# Wagen

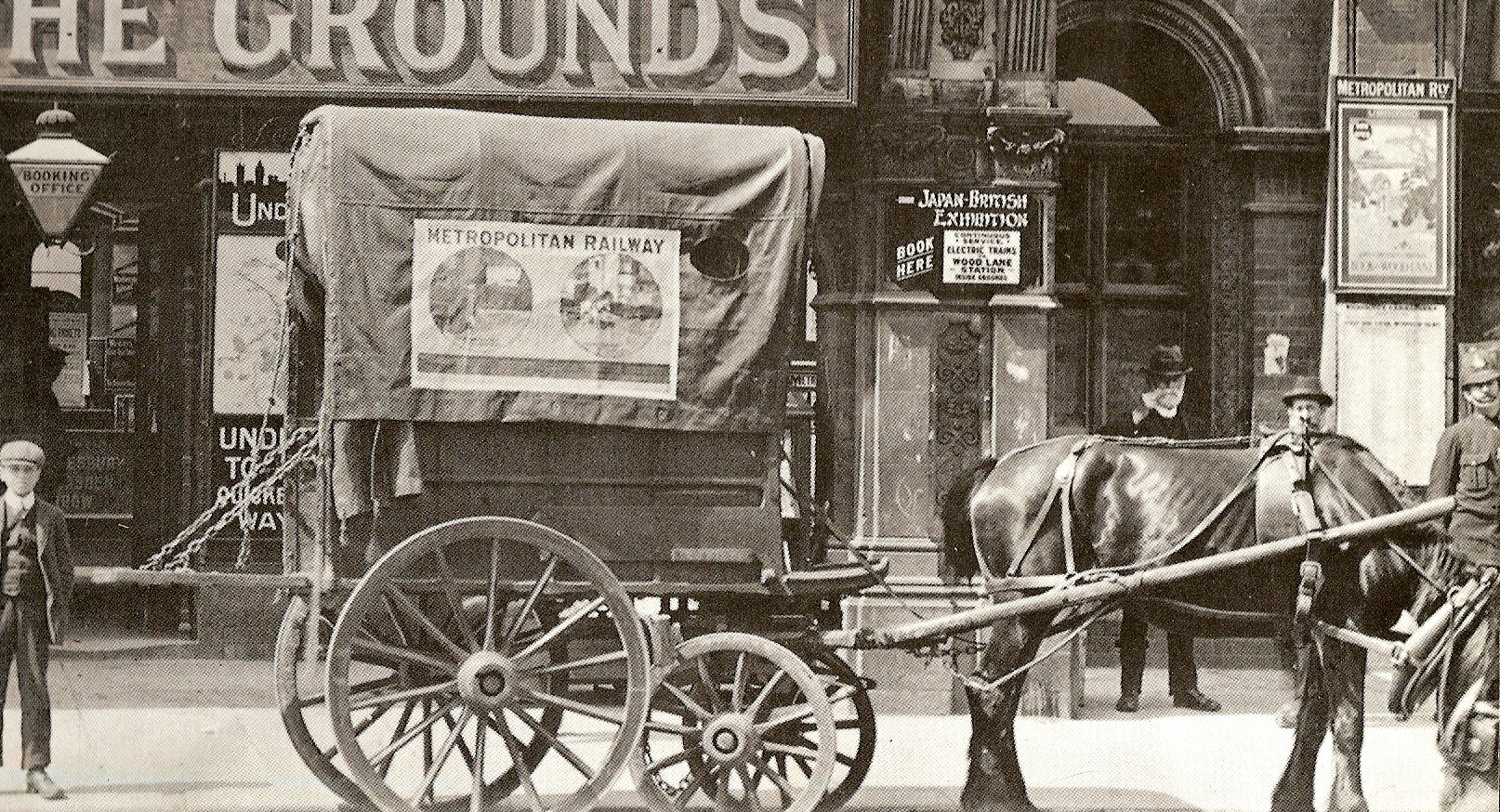
Wagen Metropolitan Railway

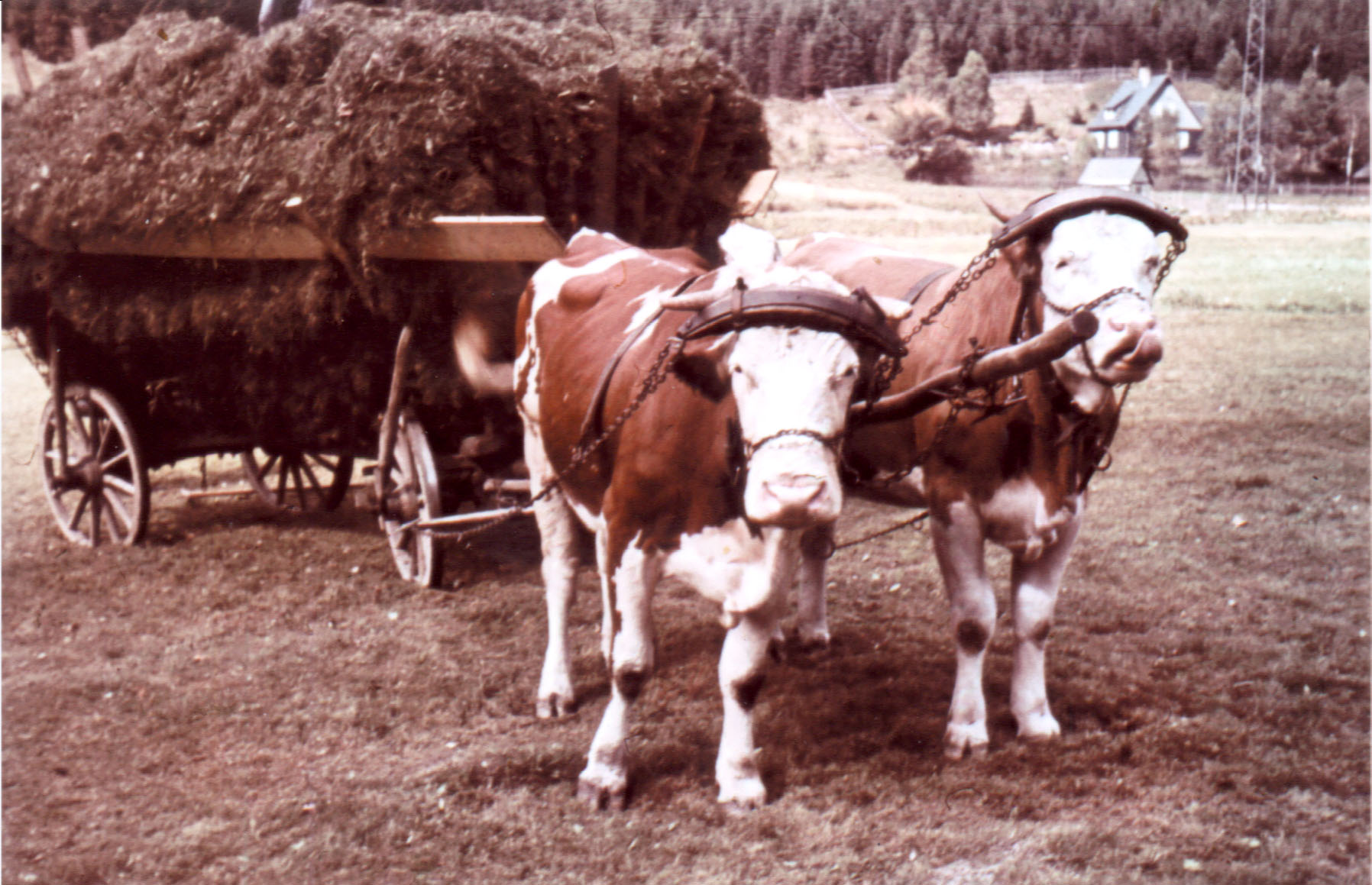
Door ossen voortgetrokken ladderwagen

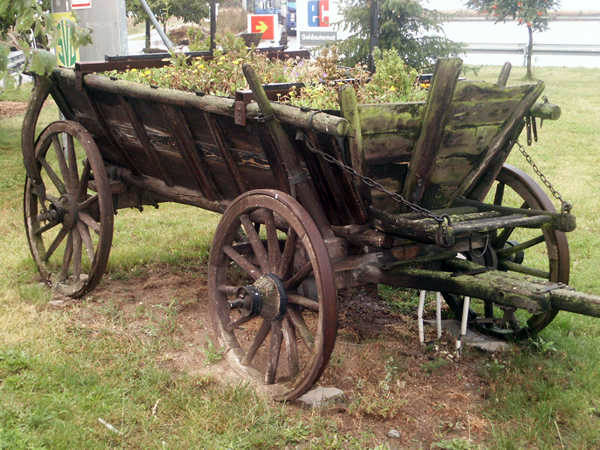
Saksische boerenwagen te Emsland, Duitsland

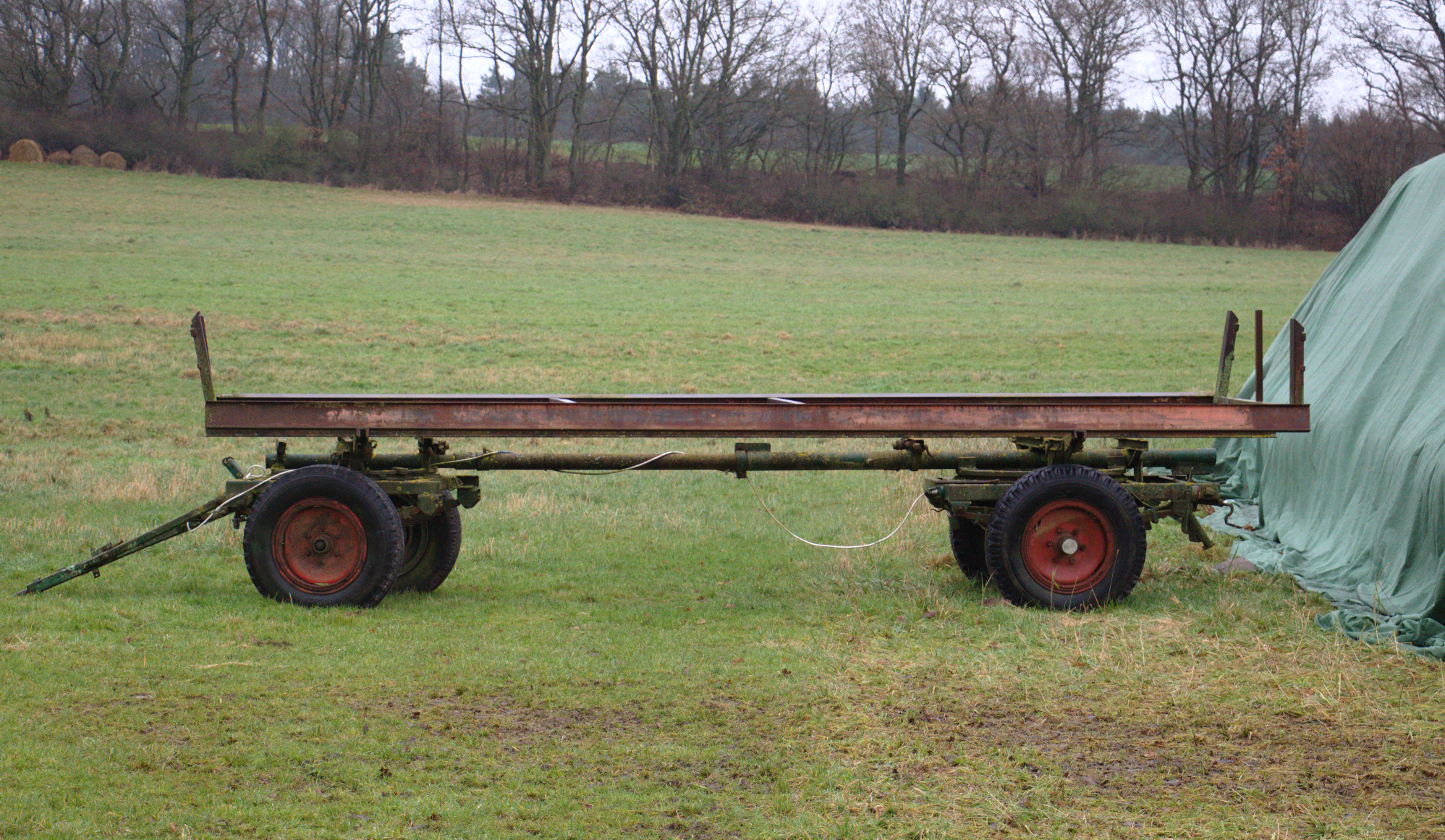
Platte aanhangwagen te Landenhausen, Duitsland

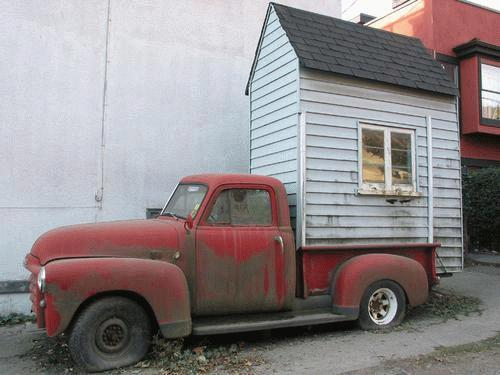
Een mobile home

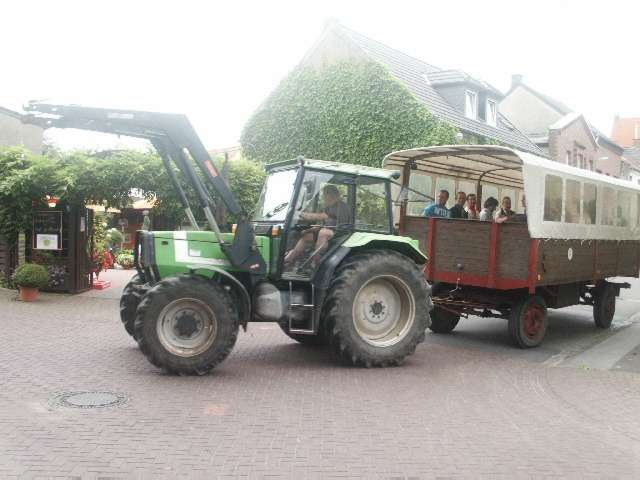
Tractor met een janplezier

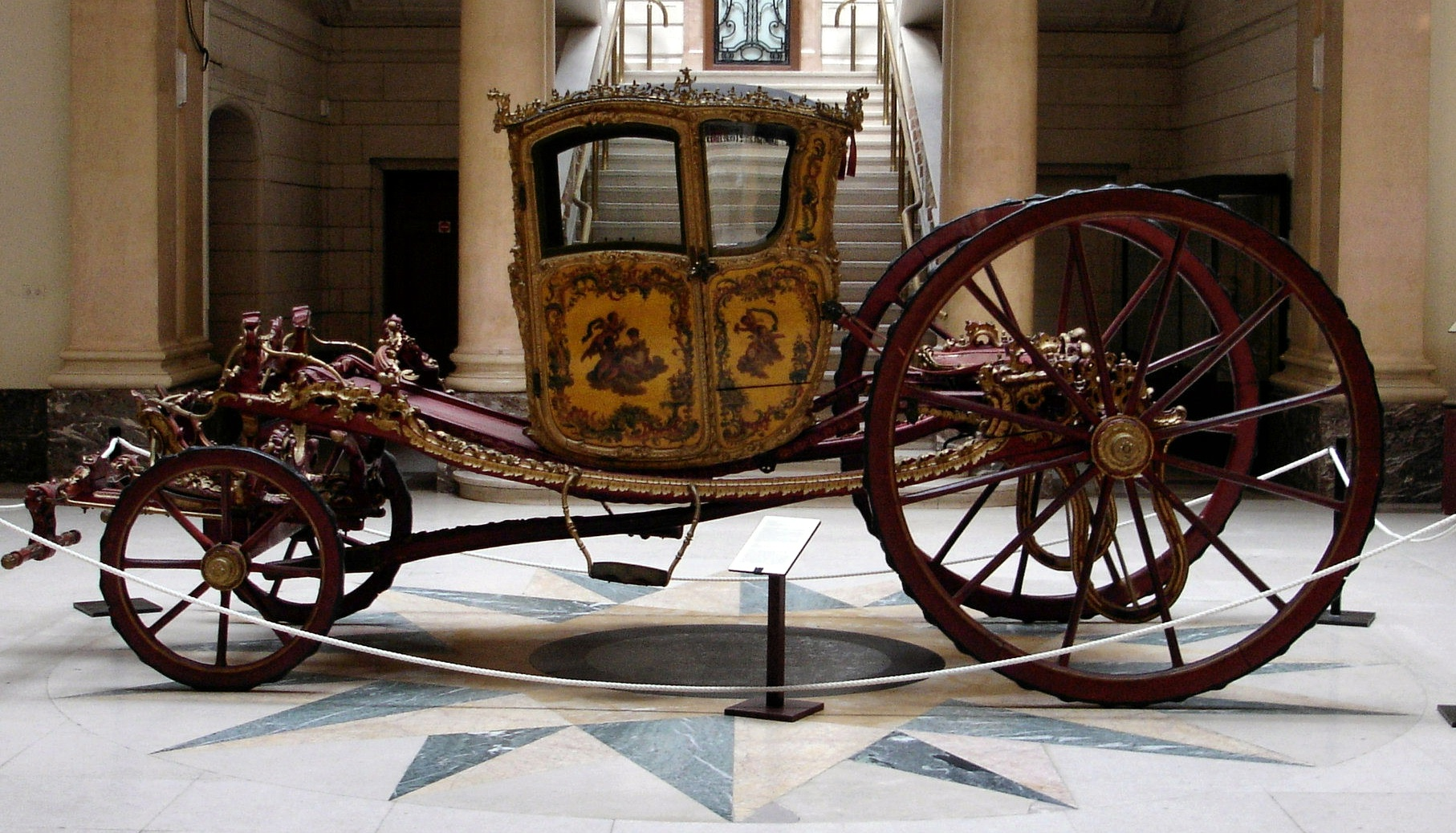
18e-eeuwse karos, Brussel

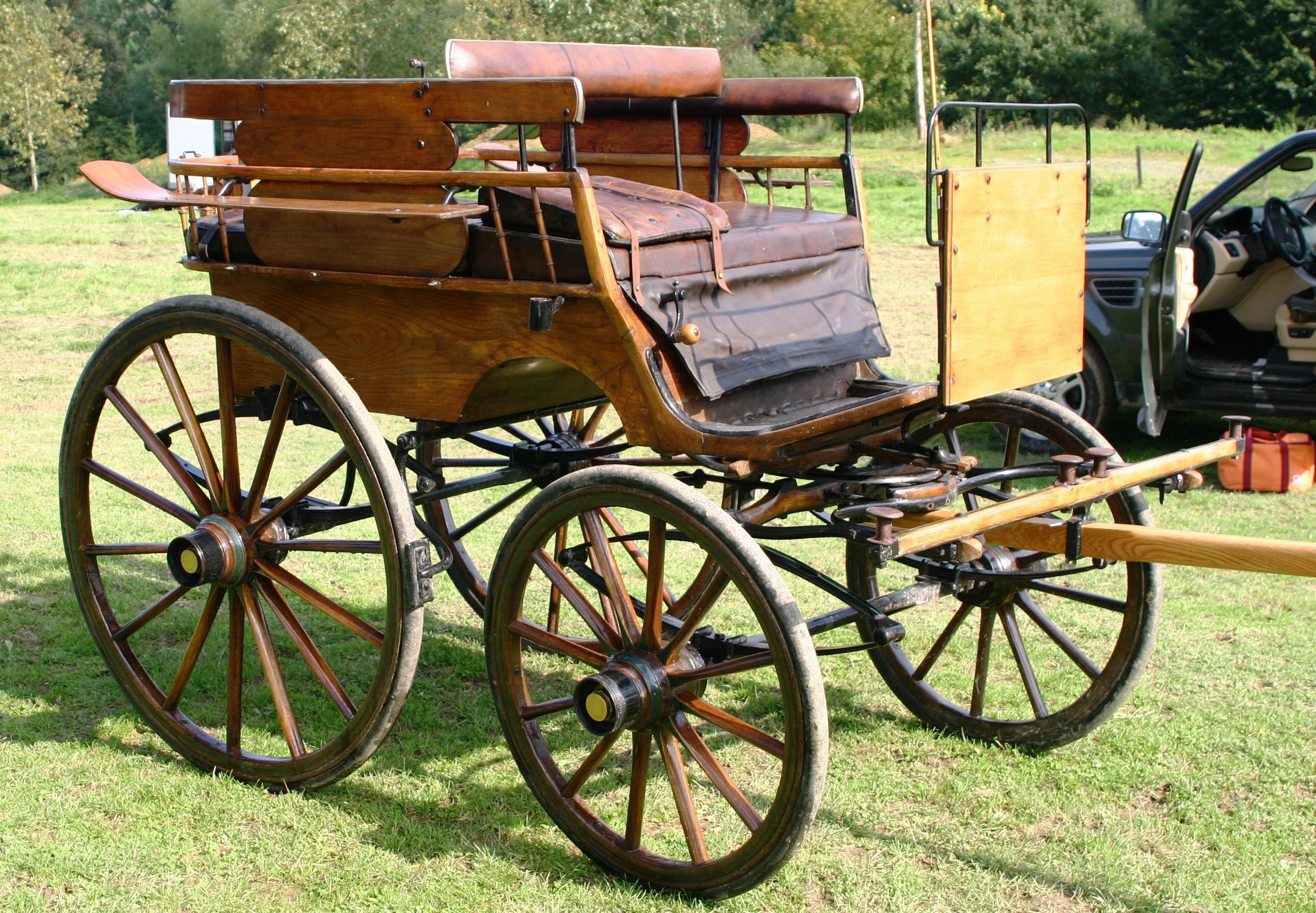
Wagonette uit Luxemburg

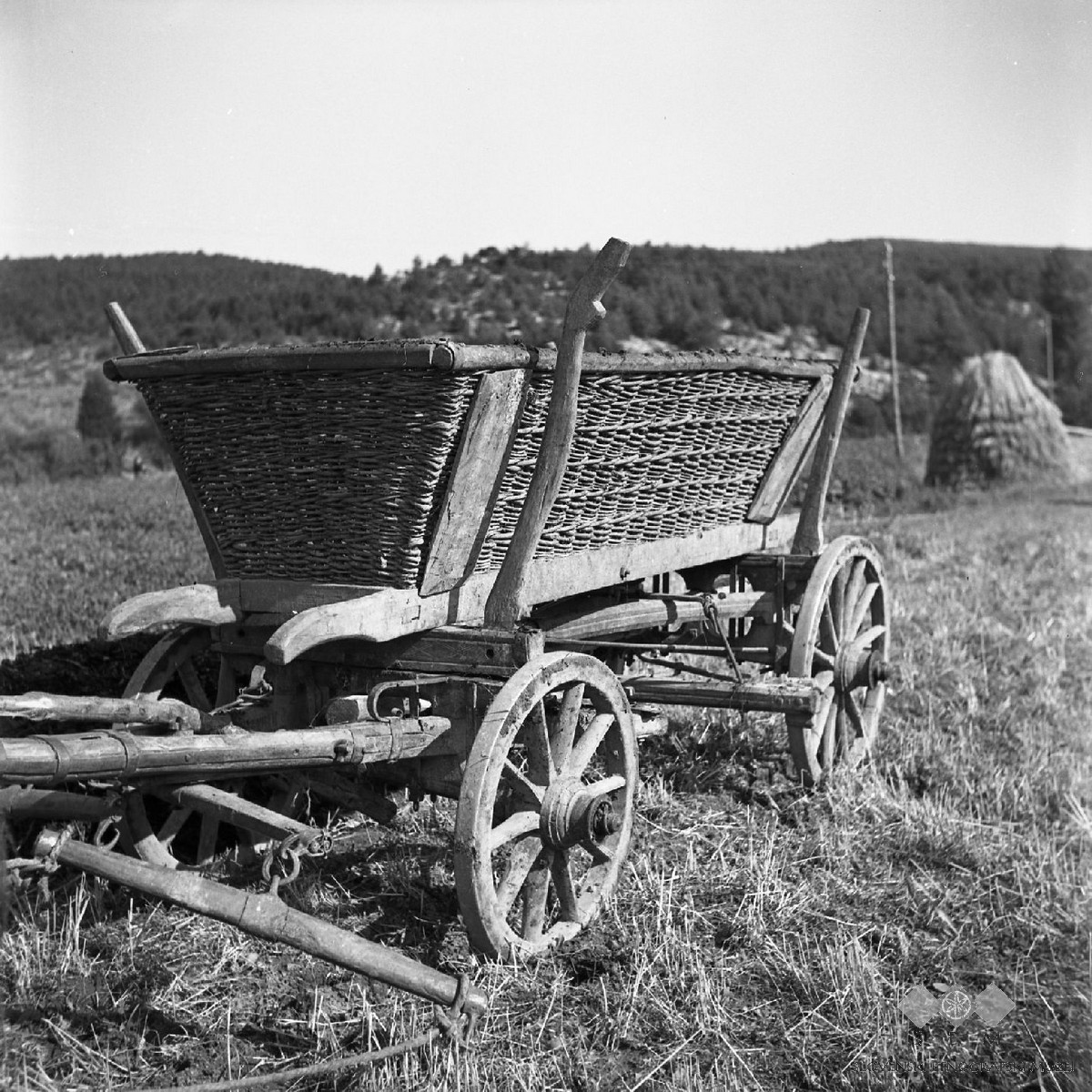
Sloveense Mandenwagen

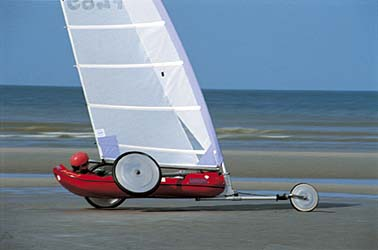
Klasse vijf zeilwagen

Een wagen is een vervoermiddel op meer dan twee wielen. Dit in tegenstelling tot een kar, die slechts twee wielen heeft. Een wagen kan lopend geduwd of getrokken worden (kinderwagen), door een of meer trekdieren getrokken worden, of door een motor aangedreven worden. Verder bestaan er spoorwagens of wagons. Vooral in Vlaanderen wordt een auto vaak 'wagen' genoemd.

## Definitie

### Etymologie
"Wagen" als verwijzing naar een voertuig is een relatief oud woord in de Nederlandse taal. Het gaat terug op het Oudnederlandse woord wagan en heeft waarschijnlijk een Oergermaanse of Indo-Europese oorsprong. Het werkwoord bewegen gaat terug op hetzelfde woord en ook het Latijnse vehiculum (Nederlands: vehikel) heeft Oergermaanse oorsprong.
In de vijftiende eeuw ontleende het Engels het woord wagen, wat in hun taal wagon werd en verwees (en nog steeds verwijst) naar een voertuig met vier wielen. Met de ontwikkeling van spoorwegen werd het Engelse woord wagon ook gebruikt voor wagens van een trein, waarna het als wagon weer in het Nederlands werd opgenomen.

### Nederlandse wetgeving
In de Nederlandse verkeerswetgeving is sprake van een wagen als het voertuig bewogen wordt door iemand te voet, eventueel met motorondersteuning (onbespannen wagen), of door een of meer paarden (bespannen wagen). Een auto is in die zin dus geen wagen. Bovendien heeft een wagen bepaalde (niet nauwkeurig gespecificeerde) minimumafmetingen: een kinderwagen is te klein om een wagen genoemd te worden en iemand die een kinderwagen duwt wordt als voetganger aangemerkt.

## Geschiedenis
Na de slee en de kar ontstond de wagen. Deze bestaat uit twee door een middenboom gekoppelde assen, die meestal ten opzichte van elkaar kunnen draaien door middel van een draaikrans. Een historische boerenwagen is doorgaans open en ongeveerd, in tegenstelling tot een koets. Deze ouderwetse wagens hebben houten wagenraderen met een ijzeren band. Als trekdier werden meestal paarden gebruikt; in armere gebieden ook wel ezels of ossen.

## Soorten wagens
AanhangwagenEen aanhangwagen wordt voortgetrokken door een ander voertuig. In het RVV 1990 wordt met aanhangwagen tevens een voertuig bedoeld dat door een ander voertuig wordt voortbewogen, dus ook een auto die gesleept wordt. In de agrarische sector worden veel platte aanhangwagens gebruikt. In de vervoerssector worden aanhangwagens gebruikt met dubbele wielparen. In Australië kent men de zogenaamde "road train" (trein van de weg), die bestaat uit vele achter elkaar gekoppelde aanhangwagens en die voor lange afstanden over de autowegen door het land rijdt.
BoerenwagenEen aanspanning met een of meerdere paarden noemt men in het verkeer paard en wagen. Er bestaan vele verschillende soorten boerenwagens zoals oogstwagens of hooiwagens. Het type boerenwagen dat vroeger gebruikt werd was meestal streekgebonden.
BolderwagenEen bolderwagen is een handgetrokken wagentje voor vervoer van strandbagage of kinderen.
BrandweerwagenEen brandweerwagen, ladderwagen of een spuitwagen.
JanplezierEen met zeildoek overkapte wagen voor het vervoer van gezelschappen. In de volksmond en in Vlaanderen wordt dit type wagen ook soms een "huifkar" genoemd.
KinderwagenIn een kinderwagen kunnen kinderen vervoerd worden.
LadderwagenEen ladderwagen, ook wel hooiwagen genoemd, is een oud type boerenwagen waarvan de zijkanten bestaan uit verticale spijlen. Dit type wagen werd gebruikt voor het ophalen van hooi en stro van het land, om het nabij de boerderij te kunnen opslaan.
LijkwagenSpeciale zwartgelakte wagen met rouwdecoratie en plaats voor een doodskist. Wordt gebruikt voor begrafenissen.
Mandenwagenin Slovenië gebruikte men vaak wagens met gevlochten wanden of afneembare manden als oogstwagens.
PersonenwagenSynoniem voor auto.
TentwagenEen met een huif overdekte boerenwagen wordt "kleedwagen*, "tentwagen" of "zeilwagen" genoemd.
VrachtwagenIs er sprake van een vrachtwagen, dan wordt meestal een motorvoertuig bedoeld.
WagonetteEen wagonette is een vierwielig rijtuig met passagiersbanken in lengterichting.
WoonwagenEen woonwagen is een mobiele woonplaats. Dit soort wagens wordt veelal door reizende circusartiesten gebruikt. In Duitsland zegt men Wohnwagen wanneer men een caravan bedoelt. Door Engelssprekende personen wordt een woning op wielen een mobile home genoemd.
ZeilwagenEen zeilwagen is een driewielig voertuig met een zeil, zodat het door de wind wordt voortgeduwd. Er worden strandraces mee gehouden.